# Club Deportivo Iztapa
El Club Deportivo Iztapa es un club de fútbol guatemalteco de Iztapa, Departamento de Escuintla. Actualmente juegan en la Primera División de Guatemala, segunda categoría de su fútbol.

## Palmarés
- Primera División de Guatemala: 3

Clausura 2017, Apertura 2018, Clausura 2018